# وحید شمسایی
وحید شمسایی (زادهٔ ۳۰ شهریور ۱۳۵۴) بازیکن سابق فوتسال اهل ایران و سرمربی کنونی تیم ملی فوتسال ایران است. در دوران بازی، او همراه تیم ملی فوتسال ۸ بار قهرمان آسیا و خودش در ۸ دوره آقای گل جام ملت‌های آسیا شده است. شمسایی در ردهٔ باشگاهی، دو بار قهرمانی جام باشگاه‌های آسیا را به دست آورده و در هر دو قهرمانی، عنوان آقای گل را نیز از آن خود کرده است. او همچنین شش دوره در سال‌های ۲۰۰۰، ۲۰۰۳، ۲۰۰۷، ۲۰۰۸ و ۲۰۱۵ به عنوان بهترین بازیکن سال فوتسال آسیا انتخاب شده است. در دوران مربی‌گری، شمسایی توانست تیم ملی فوتسال ایران را در جام ملت‌های ۲۰۲۴ به مقام قهرمانی آسیا برساند.
شمسایی در ۳۰ آبان ۱۳۹۳ با زدن دو گل به تیم فرش‌آرای مشهد تعداد گل‌های خود را در رده باشگاهی از ۴۰۰ گل گذراند. او که از سال ۱۳۷۸ با حضور در تیم پیمان تهران تجربه حضور در لیگ فوتسال را دارد، این گل‌ها را با پیراهن این تیم و تیم‌های استقلال تهران، ارم کیش قم، لاتزیو ایتالیا، تام ایران خودرو، فولاد ماهان سپاهان اصفهان، گیتی پسند، دبیری تبریز و تأسیسات دریایی در لیگ‌های ایران و ایتالیا به ثمر رسانده‌است. او به عنوان مربی-بازیکن در سال‌های ۱۳۹۲، ۱۳۹۳، ۱۳۹۴ و ۱۳۹۵ تیم‌های دبیری تبریز و تأسیسات دریایی را به صورت سه بار پیاپی به عنوان قهرمانی و یک نایب قهرمانی لیگ برتر فوتسال ایران رساند و قهرمانی جام باشگاه‌ها آسیا ۲۰۱۵ با تأسیسات دریایی از افتخارات دیگر آن محسوب می‌شود.
او تنها بازیکن فوتسال است که یک بار با پیراهن تیم فوتبال استقلال تهران در جام باشگاه‌ها آسیا ۲۰۰۳ مقابل الهلال بازی کرده‌است. وی با ۳۹۲ گل زده بعد از فالکائو برزیلی بهترین گلزن تاریخ فوتسال ملی جهان است. وی در برنامه عصر جدید قول داد آقای گلی جهان را از فالکائو پس بگیرد. فالکائو برزیلی در سال ۲۰۱۷ رکورد شمسایی را شکست.

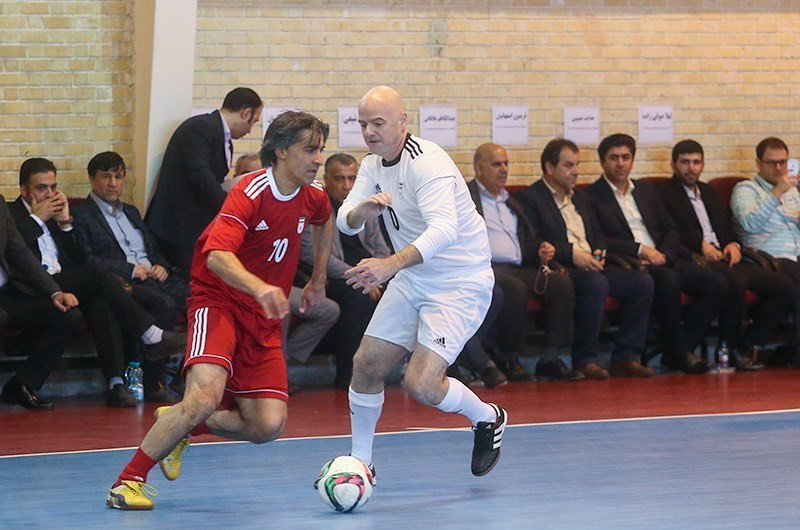
شمسایی (چپ) در کنار جانی اینفانتینو در سال ۱۳۹۶

او نخستین ورزشکار ایرانی است که کمپانی ورزشی بین‌المللی پوما حامی مالی او شده‌است. شمسایی در اردیبهشت ۱۴۰۰ به علت کمبود بازیکنان تیم فوتسال گیتی پسند به فوتسال بازگشت.

## زندگی شخصی
وی اصالتاً اهل ظفرقند در نزدیکی شهرستان اردستان واقع در استان اصفهان می‌باشد یک خواهر و یک برادر دارد.

## افتخارات باشگاهی
- نایب قهرمان لیگ ایران با باشگاه پیمان تهران (فصل ۱۳۷۹–۱۳۷۸)
- قهرمان لیگ ایران با باشگاه پیمان تهران (فصل ۱۳۸۰–۱۳۷۹)
- دو بار قهرمان لیگ ایران با باشگاه استقلال (۸۱–۱۳۸۰)
- نایب قهرمان لیگ ایران با باشگاه استقلال (۱۳۸۲–۱۳۸۱)
- عنوان سومی لیگ ایران با باشگاه ارم کیش قم (لیگ سال ۱۳۸۳)
- نایب قهرمان لیگ ایران با باشگاه ارم کیش قم (لیگ سال ۱۳۸۴)
- نایب قهرمان لیگ ایران با باشگاه تام ایران خودرو (لیگ سال ۱۳۸۵)
- قهرمان لیگ ایران با باشگاه تام ایران خودرو (لیگ سال ۱۳۸۶)
- قهرمان لیگ ایران با باشگاه فولاد ماهان اصفهان (لیگ سال ۱۳۸۷)
- قهرمان لیگ ایران با باشگاه فولاد ماهان اصفهان (لیگ سال ۱۳۸۸)
- قهرمان باشگاه‌های آسیا با باشگاه فولاد ماهان اصفهان (لیگ سال ۱۳۸۷)
- عنوان سومی لیگ ایران با باشگاه باشگاه فولاد ماهان اصفهان (لیگ سال ۱۳۸۸–۱۳۸۹)
- قهرمان لیگ ایران با باشگاه گیتی پسند اصفهان (۱۳۹۰)
- قهرمان لیگ ایران با باشگاه دبیری تبریز(۱۳۹۲)
- قهرمان لیگ ایران با باشگاه تأسیسات دریایی تهران (۱۳۹۳)
- قهرمان جام باشگاه‌های آسیا با باشگاه تأسیسات دریایی تهران (۱۳۹۴)
- قهرمان لیگ ایران با باشگاه تأسیسات دریایی تهران (۱۳۹۴)
- آقای گل لیگ برتر فوتسال
- ۱۳۷۹ باشگاه پیمان تهران
- ۱۳۸۰ و ۱۳۸۱ باشگاه استقلال
- ۱۳۸۴ باشگاه ارم کیش قم
- ۱۳۸۶ باشگاه باشگاه تام ایران خودرو
- ۱۳۸۷ و ۱۳۸۸ باشگاه فولاد ماهان اصفهان
- آقای گل جام باشگاه‌های فوتسال آسیا (۲۰۰۸) با ۱۷ گل زده (۱۳۸۷)
- آقای گل جام باشگاه‌های فوتسال آسیا (۲۰۱۵) با ۱۰ گل زده (۱۳۹۴)

## افتخارات ملی
- قهرمان ۸ دوره جام ملت‌های آسیا
- تایلند (سال ۲۰۰۰)
- تهران (سال ۲۰۰۱)
- اندونزی (سال ۲۰۰۲)
- تهران (سال ۲۰۰۳)
- ماکائو (سال ۲۰۰۴)
- ویتنام (سال۲۰۰۵)
- ژاپن (سال ۲۰۰۷)
- تایلند (سال ۲۰۰۸)
- عنوان سومی مسابقات آسیایی ازبکستان (سال ۲۰۰۶) و ۲۰۱۲ امارات
- قهرمان رشته فوتسال در المپیک ورزشهای سالنی آسیا
- حضور و بازی در ۳ دوره جام جهانی فوتسال در سال‌های۲۰۰۰ (گواتمالا)، ۲۰۰۴ (هنگ کنگ)، ۲۰۰۸ (برزیل)
- بهترین بازیکن تورنمنت بین‌المللی مسکو (سال ۲۰۰۰)

## افتخارات فردی
- بازیکن سال آسیا در سال‌های ۲۰۰۰، ۲۰۰۳، ۲۰۰۷ و ۲۰۰۸ و ۲۰۱۵ میلادی
  - آقای گل رشته فوتسال در المپیک ورزشهای سالنی آسیا
- جزو ۵ بازیکن برتر جام جهانی فوتسال ۲۰۰۸ (برزیل) بر اساس انتخاب کمیته فنی فیفا
- بهترین مهاجم (راس) جهان در سال ۲۰۰۸
  - کاپیتان تیم ملی فوتسال جمهوری اسلامی ایران(۲۰۰۴ تاکنون)
- رکوردار بازیهای ملی در تیم ملی فوتسال جمهوری اسلامی ایران با بیش از ۱۸۰بازی ملی
- عضو تیم منتخب جام جهانی ۲۰۰۸ برزیل
- کاپیتان تیم منتخب ستارگان جهان ۲۰۰۹ برزیل
- آقای گل و بهترین بازیکن جام باشگاه‌های آسیا ۲۰۱۰ - اصفهان
- عضو تیم منتخب ستارگان جهان ۲۰۱۰ لیبی
- بهترین بازیکن جام کنفدراسیونها (۲۰۰۹ لیبی)
- بهترین مربی سال ۹۲ فوتسال ایران (دبیری تبریز)
- بهترین مربی سال ۹۳ فوتسال ایران (تأسیسات دریایی تهران)
- عضو تیم ستارگان سال ۹۳ فوتسال ایران (دبیری تبریز)
- عضو تیم ستارگان سال ۹۴ فوتسال ایران (تأسیسات دریایی تهران)
- آقای گل و بهترین بازیکن جام باشگاه‌های آسیا ۲۰۱۵
- بهترین مربی سال ۹۴ فوتسال ایران (تأسیسات دریایی تهران)

## افتخارات فردی در تیم ملی
- چهار دوره بهترین بازیکن مسابقات جام ملت‌های آسیا
- تایلند (۲۰۰۰)
- تهران (۲۰۰۳)
- ژاپن (۲۰۰۷)
- تایلند (۲۰۰۸)
- بهترین بازیکن جام باشگاه‌های آسیا (۲۰۱۰)
- بهترین بازیکن جام باشگاه‌های آسیا (۲۰۱۵)
- بهترین بازیکن جام کنفدراسیون‌ها (۲۰۱۰)
- عضو تیم منتخب جام جهانی ۲۰۰۸ برزیل (۲۰۰۸)
- آقای گل ۸ دوره جام ملت‌های آسیا
- تهران (۲۰۰۱)
- اندونزی (۲۰۰۲)
- تهران (۲۰۰۳)
- ماکائو (۲۰۰۴)
- ویتنام (۲۰۰۵)
- ازبکستان (۲۰۰۶)
- تایلند (۲۰۰۸)
- امارات (۲۰۱۲)

## حضور در تیم فوتبال استقلال
وحید شمسایی در سال ۱۳۸۱ و در اولین دوره لیگ قهرمانان آسیا در بازی استقلال در برابر تیم الهلال عربستان برای تیم استقلال تهران به میدان رفت. شمسایی در بیست دقیقه پایانی این بازی برای استقلال بازی کرد و در نهایت بازی با نتیجه ۳ بر ۲ به سود تیم عربستانی به پایان رسید